# Самойленко, Василий Филиппович
Василий Филиппович Самойленко (31 января 1895, с. Троицкое, Акмолинская область, Российская империя —  1981, Ташкент, СССР) — советский военачальник, полковник (05.03.1940), Краснознаменец (20.02.1928).

## Биография
Родился 31 января 1895 года в селе Троицкое, ныне в Зерендинском районе, Акмолинской области, Казахстана.

### Военная служба

#### Первая мировая война
18 июля 1914 года добровольно поступил на военную службу и был направлен в 12-й Калишский конный пограничный полк 35-го армейского корпуса. В его составе воевал на Западном фронте. В бою под Люблином 15 июля 1915 года был тяжело ранен и эвакуирован в госпиталь. После излечения 17 февраля 1916	года откомандирован во 2-й запасной кавалерийский полк в года Ораниенбаум. 29 мая 1916 года окончил учебную команду этого полка и вновь направлен младшим унтер-офицером в 12-й Калишский конный пограничный полк. В ноябре 1917 года после демобилизации убыл в город Ташкент. За боевые отличия на фронте был награжден двумя Георгиевскими крестами и двумя Георгиевскими медалями.

#### Гражданская война
13 декабря 1917 года добровольно вступил в сводный партизанский отряд тов. Перфильева. Участвовал с ним в боях с белоказаками А. И. Дутова под Оренбургом, в разоружении казачьих частей под Самаркандом, а также в подавлении националистических выступлений графа Дорера. В конце февраля 1918 года в Ташкенте добровольно вступил в РККА и был назначен командиром автоброневого взвода. В апреле направлен в формируемый 1-й Туркестанский стрелковый полк. С мая - помощник начальника и начальника пулеметной команды 1-го Оренбургского кавалерийского полка. В его составе воевал на Закаспийском и Восточном фронтах. Участвовал в боях с войсками адмирала А. В. Колчака и казаками генерала А. И. Дутова под Оренбургом, Уральском, Бугурусланом и Бугульмой. В октябре 1919 года 1-й Оренбургский кавалерийский полк был переброшен на Южный фронт под Воронеж, где  Самойленко перевели начальником пулеметной команды в 18-й кавалерийский полк 3-й кавалерийской дивизии, в марте 1920 года он переведен командиром взвода в 17-й кавалерийский полк. С мая служил начальником конно-вьючной пулеметной команды в 25-м кавалерийском полку 1-й Туркестанской кавалерийской дивизии, которая участвовала в боях против Эмира Бухарского, затем с 1921 года — с басмачами Энвер-Паши, Ибрагим-бека и других в Восточной Бухаре.

#### Межвоенные годы
13 марта 1923 года после тяжелого ранения уволен в запас. Работал в Мирзачульском районе Ташкентской области и в Ташкенте заместителем председателя артели. В 1929 году в Кархубского районе Ташкентской области организовал колхоз им. М. В. Фрунзе и работал в нем председателем.  В феврале 1928 года за боевые отличия в годы Гражданской войны и вборьбе с басмачеством награжден орденом Красного Знамени.
В ноябре 1931 года  Самойленко был призван в РККА и назначен командиром сабельного эскадрона в 20-й Сальский кавалерийский полк 4-й кавалерийской Ленинградской Краснознаменной дивизии. С назначением был командирован на кавалерийские КУКС РККА в город Новочеркасск, после чего в августе 1932 года назначен командиром отдельного кавалерийского эскадрона этой же дивизии.  Член ВКП(б) с 1932 года. С переформированием эскадрона 15 февраля 1935 года в отдельный разведывательный дивизион исполнял в нем должность помощника командира по строевой части. С декабря 1935 года по ноябрь 1936 года проходил переподготовку на разведывательных КУКС в Москве, после которых был назначен помощником командира 72-го отдельного разведывательного батальона 72-й стрелковой дивизии. В августе 1936 года,   за  успехи в боевой и политической подготовке,  капитан Самойленко был награждён орденом «Знак Почёта».  С апреля 1937 года  — помощник начальника штаба 61-го кавалерийского полка Особой кавалерийской бригады им. И. В. Сталина в Москве,  с ноября 1938	года — помощник командира по строевой части 82-го кавалерийского полка 21-й кавалерийской дивизии СКВО, с мая 1940 года — помощник командира 159-го кавалерийского полка 19-й горнокавалерийской дивизии САВО в городе Самарканд, с мая 1941 года — командир 230-го горнострелкового полка 68-й горнострелковой дивизии.

#### Великая Отечественная война
С началом  войны полковник  Самойленко в августе 1941 года в составе этой дивизии участвовал в походе в Иран. В сентябре он был назначен заместителем командира 68-й горнострелковой дивизии в городе Тегеран. 11 ноября 1941 года Самойленко вступил в командование формировавшейся в городе Фрунзе 40-й курсантской стрелковой бригадой. 27 ноября прибыл с ней под Москву. В составе войск 16-й и 20-й армий Западного фронта участвовал в битве под Москвой. С 15 августа 1942 года был допущен к командованию 415-й стрелковой дивизией и в составе 20-й армии Западного фронта участвовал с ней в Ржевско-Сычевской наступательной операции, в боях по освобождению с. Карманово. В начале ноября дивизия была передана 29-й армии и находилась в обороне на занятом в августовских боях рубеже. С 1 декабря она вновь вошла в 20-ю армию и сосредоточилась юго-восточнее города Ржев. 4 декабря ее части перешли в наступление, имея задачу перерезать ж. д. Ржев — Вязьма. 9 декабря 1942 года  под городом Ржев  Самойленко был тяжело ранен и эвакуирован в госпиталь. За эти бои полковник Самойленко был награждён вторым орденом Красного Знамени. После излечения с апреля 1943 года состоял в резерве Западного фронта, а в июне зачислен слушателем в Высшую военную академию им. К. Е. Ворошилова. После завершения ускоренного курса в мае 1944 года назначен командиром 159-й стрелковой дивизии 3-го Белорусского фронта. При подготовке операции по прорыву обороны противника на подступах к Витебску 20 июня 1944 года полковник  Самойленко, находясь на наблюдательном пункте, был тяжело ранен и эвакуирован в тыл. До октября находился в госпитале, затем был назначен заместителем командира 24-й запасной стрелковой дивизии САВО в городе Самарканд. 

#### Послевоенное время
С ноября 1945 года полковник  Самойленко командовал 1134-м стрелковым полком в городе Ашхабад. 2 апреля 1946 года уволен в запас по болезни.

## Награды
СССР
- два ордена Красного Знамени (20.02.1928[5],   30.03.1943[6])
- орден Красной Звезды (03.11.1944)[7][8]
- орден «Знак Почёта» (15.08.1936)[6]
  - медали в том числе:
  - «За отвагу» (28.10.1967)[9]
  - «XX лет Рабоче-Крестьянской Красной Армии» (1938)[6]
  - «За оборону Москвы» (1944)
  - «За победу над Германией в Великой Отечественной войне 1941—1945 гг.» (30.08.1945)[10]

Российская империя
- Георгиевский крест 3-й степени[4]
- Георгиевский крест 4-й степени[4]
- Георгиевская медаль 3-й степени[4]
- Георгиевская медаль 4-й степени[4]